# Нысанбаев, Ратбек
Ратбе́к Нысанба́ев (каз. Рәтбек Нысанбайұлы, род. 7 ноября 1940, Сарыагачский район, Южно-Казахстанская область) — казахстанский религиозный деятель, казий казахстанского Казията (1979—1990), Верховный муфтий Казахстана (1990—2000), переводчик Корана на казахский язык (в соавторстве с У. Кыдырханулы), автор ряда книг об исламе.

## Биография

### Ранние годы
Происходит из рода батыр-жайдак племени сиргели. Ратбек Нысанбаев родился 7 ноября 1940 года в селе им. Гани Муратбаева в Келесском районе Чимкентской области Казахской ССР (ныне Туркестанская область Казахстана). После окончания 10-летней школы, в 1958 году поступил на исторический факультет Бухарского педагогического института и одновременно в медресе Мири Араб там же. В 1964 году, окончив 6 из 9 лет курса обучения в медресе, был направлен учителем в свой родной Келесский район. В 1969—1975 годах обучался на факультете шариата и адата Ливийского университета, где получил учёную степень. После учёбы в университете стал секретарём казия Казахстана Жакии Бейсенбаева. В 1979 году во время исламской конференции в Душанбе муфтий Духовного управления мусульман Средней Азии и Казахстана (САДУМ) Зияуддинхан Бабаханов неожиданно и без объяснения причин сместил Бейсенбаева с должности и назначил его преемником Ратбека Нысанбаева.

### Создание ДУМК
Аппарат Духовного управления мусульман Средней Азии и Казахстана, созданного в 1943 году, практически полностью состоял из узбекского духовенства, вся переписка велась на узбекском языке, все «муфтии пяти республик» с самого основания САДУМ и до 1989 года были выходцами из семьи узбекского богослова Ишана Бабахана. Казахстанский казият, не пользовавшийся заметным влиянием и не имевший расчётного счёта в банке, должен был ежегодно переводить в казну САДУМ средства в размере 250—300 тыс. рублей из пожертвований верующих, при этом САДУМ не оказывал материальной помощи казахстанским исламским структурам и не выделял достаточно мест для учащихся из этой страны (все религиозные учебные заведения находились в Узбекской ССР).
Весной 1989 года казий Нысанбаев выступил с предложением отделить республиканский Казият от Духовного управления мусульман Средней Азии и Казахстана и создать отдельное Духовное управление мусульман Казахстана (ДУМК). Это случилось вскоре после того, как в феврале того же года муфтий Шамсиддинхан Бабаханов покинул свою должность из-за протестов со стороны мусульман. «Раскольническая» (по мнению САДУМ) инициатива Нысанбаева получила одобрение Москвы и казахстанских властей, но многие мусульманские лидеры страны, большинство которых в то время были неказахами (узбеки, чеченцы и др.), не одобрили данный шаг.
Согласно уставу САДУМ, вопросы о реорганизации должны были решаться на съезде мусульман Средней Азии и Казахстана, где данная инициатива ожидаемо не получила бы поддержки большинства. Однако в начале января 1990 года в Москве приняли решение о создании ДУМК и тогда же состоялся первый курултай (съезд) мусульман Казахстана, где 250 делегатов приняли устав новой самостоятельной организации и избрали Ратбека Нысанбаева пожизненным муфтием. Итоги съезда не получили признание со стороны САДУМ и ташкентский муфтий на протяжении нескольких лет продолжал считать себя главой всех мусульман Средней Азии и Казахстана включительно.

### На посту муфтия Казахстана
В 1991—1992 годах разгорелся конфликт между Нысанбаевым и имамами неказахского происхождения, которые обвинили новоиспечённого муфтия в коррупции и в предпочтении лиц казахской национальности при назначении на высокие духовные посты. В декабре 1991 года эти имамы, организовавшие «Временный комитет» во главе с талды-курганским имамом Ибрагимом Машанло, заняли мечеть в Алма-Ате и объявили о планах созвать новый съезд мусульман. Члены националистической партии «Алаш», вставшие на сторону взбунтовавшихся имамов, заблокировали дверь кабинета муфтия и обрезали телефонные провода. Руководство Казахстана встало на сторону Нысанбаева и отряд специального назначения МВД РК окружил и взял штурмом мечеть, оккупированную «Временным комитетом».
2-й курултай мусульман Казахстана 19 мая 1992 года подтвердил полномочия муфтия, но в качестве уступки критикам было внесено изменение в устав организации, отменявшее избрание на пожизненный срок. Лидеры потерпевшей поражение «оппозиции» прекратили своё сопротивление месяцем ранее. Имам меркенской мечети балкарец Зулькарнай Тилов принял предложение об отставке и уехал на Северный Кавказ летом того же года. Тогда же покинул Казахстан и вернулся в Джалал-Абад (Киргизия) Ибрагим Машанло. Чеченец Мухаммад-Хусейн Алсабеков выехал в Чечню и стал муфтием при президенте Дудаеве (позднее он вернулся в Казахстан и занимал высокие посты в Духовном управлении). Имам чимкентской мечети узбек Шукрулло Мухамеджанов и имам карагандинской мечети дунганин Ибрагим Маров были сняты со своих должностей. Таким образом, при муфтие Нысанбаеве произошло значительное сокращение представителей нетитульных этнических групп на ключевых позициях в ДУМК.

### Отставка
В июне 2000 года состоялся 3-й курултай мусульман Казахстана. Не имевший религиозного образования бывший член КПСС Абсаттар Дербисали при государственной поддержке был избран муфтием вместо Ратбека Нысанбаева, которого до этого не раз обвиняли в плохом управлении организацией. Избрание произошло с нарушением устава ДУМК, согласно которому муфтий должен 10 лет проработать в мечети или другой религиозной организации. Данная мера была направлена на усиление влияния государства на мусульман через Духовное управление.

## Награды
- 2020 (10 ноября) — Указом президента РК награждён орденом «Парасат» — за заслуги в религиозно-духовной сфере и в связи с 80-летием со дня рождения[14].